# Dan Nuțu
Dan Nuțu (n. 17 martie 1944, București, România) este un actor de teatru și de film de origine română, mai recent activând ca producător de filme documentare.

## Activitate
A absolvit cursurile IATC în 1966, activitatea sa teatrală desfășurându-se la Teatrul Bulandra. A jucat mai multe roluri în filme, iar consacrarea a cunoscut-o în prima peliculă semnată de Lucian Pintilie, Duminică la ora 6 (1965), unde interpretează rolul unui adolescent ilegalist. Urmează în film mai multe roluri de tineri nonconformiști (devine „durul-vulnerabil al cinematografiei anilor '60”, conform lui Tudor Caranfil în „Dicționar de filme românești”, ed. Litera, 2002), care îi aduc o mare popularitate.
Plecat din țară prin 1979, se stabilește în Statele Unite ale Americii, unde practică inițial meseria de șofer de taxi. A mai încercat în această perioadă să păstreze legătura cu lumea teatrului și a filmului, însă nu a mai primit decât roluri de figurație.
Revine sporadic în țară după 1990, iar din 2005 se implică într-un proiect comun al canalului TV ARTE și (temporar) TVR1, de instruire a tinerilor creatori de documentare în cadrul unui Atelier de vară (Aristoteles workshop) ajuns la a treia ediție în 2008.

## Filmografie

### Actor
- Duminică la ora 6 (1966)
- Diminețile unui băiat cuminte (1967)
- Meandre (1967)
- Apoi s-a născut legenda - r. Andrei Blaier, 1968
- Prea mic pentru un război atît de mare (1970)
- Asediul (1971)
- Printre colinele verzi - r. Nicolae Breban, 1971
- Bariera (1972)
- Adio dragă Nela (1972)
- 100 de lei (1973)
- Dincolo de nisipuri (1974)
- Porțile albastre ale orașului (1974)
- Ilustrate cu flori de cîmp (1975)
- Mastodontul (1975)
- Tănase Scatiu (1976)
- Împușcături sub clar de lună (1977)
- Curcanii (1977), de Grigore Ventura, regia Virgil Bradateanu, Anca Ovanez-Dorosenco
- Trepte pe cer (1978)
- Rătăcire (1978)
- Melodii, melodii (1978)
- Speranța - r. Șerban Creangă, 1979
- Ora zero (1979)
- Întoarcerea lui Vodă Lăpușneanu (1980)
- Blestemul pămîntului – Blestemul iubirii (1980)

### Producător
- Nu te supăra,dar... - r. Adina Pintilie, 2007 (documentar)
- Bar de zi și alte povestiri - r. Corina Radu, 2007 (documentar)